# El Born (Archäologische Fundstätte)

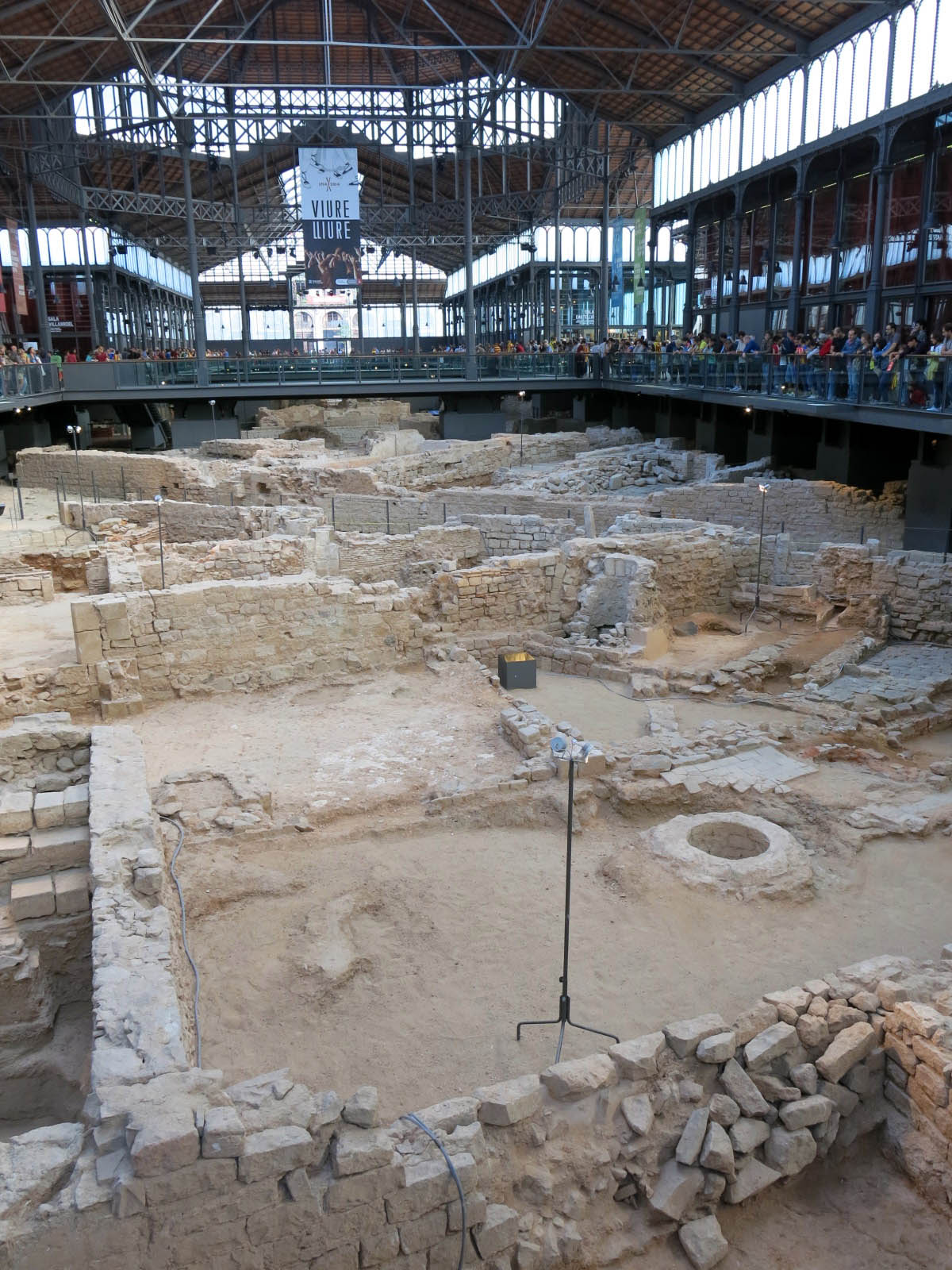
Die unter der Markthalle El Born freigelegte zerstörte Stadt aus dem frühen 18. Jahrhundert

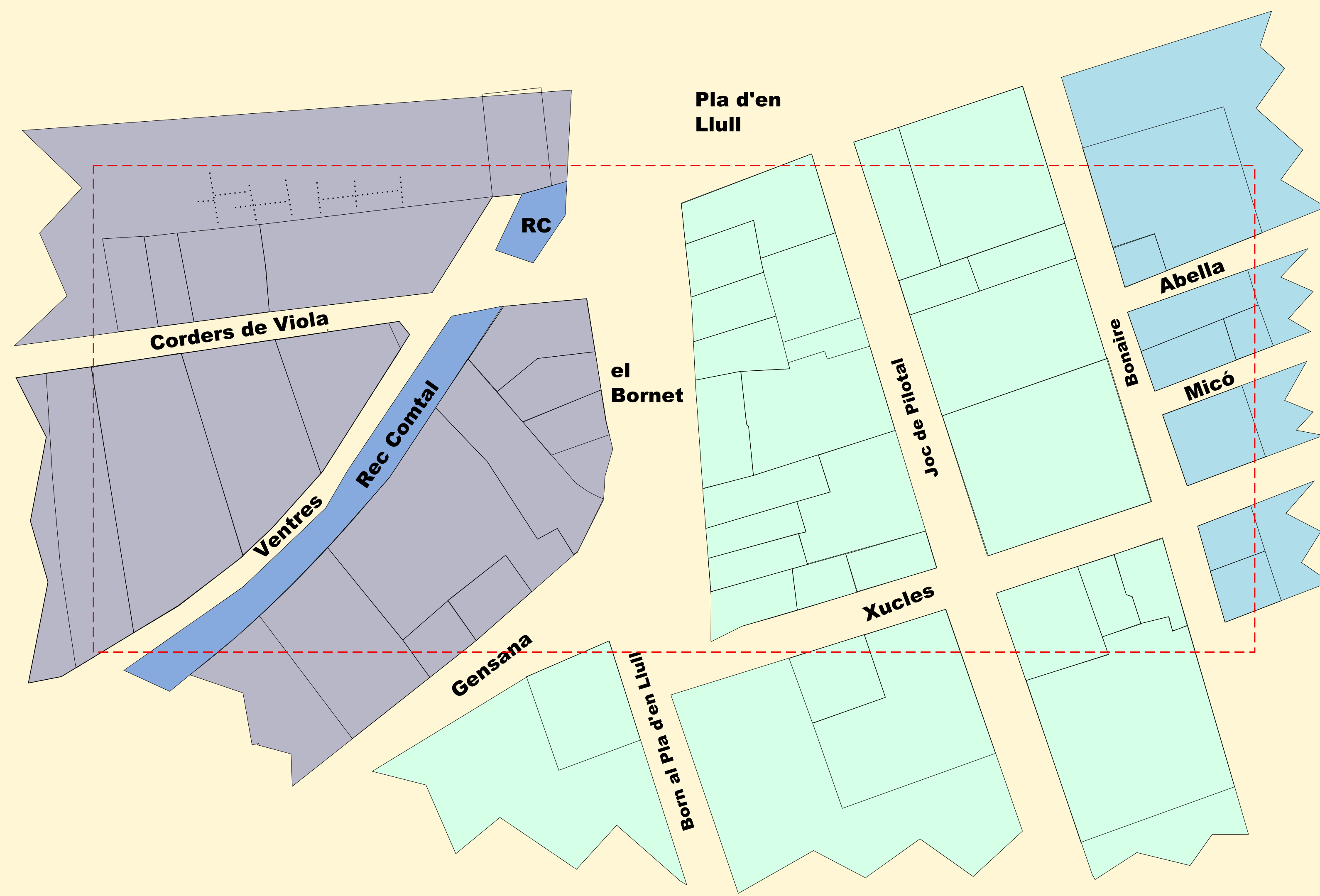
Die archäologische Fundstätte El Mercat del Born als Kartenübersicht

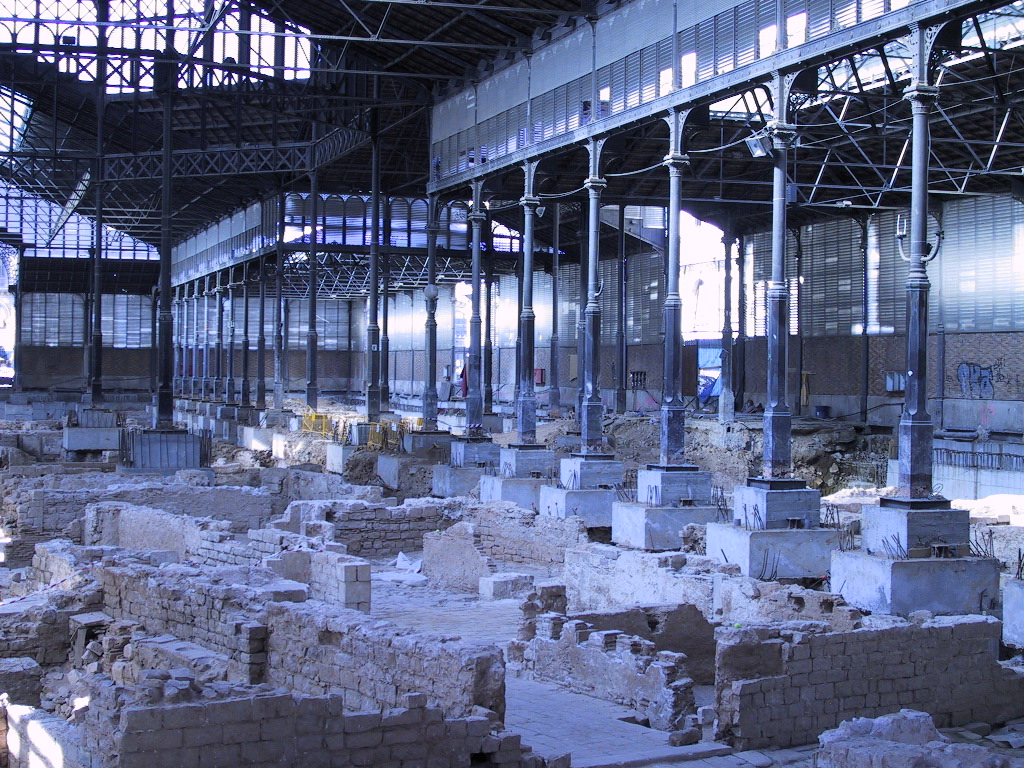
Die tragenden Säulen des Mercat del Born

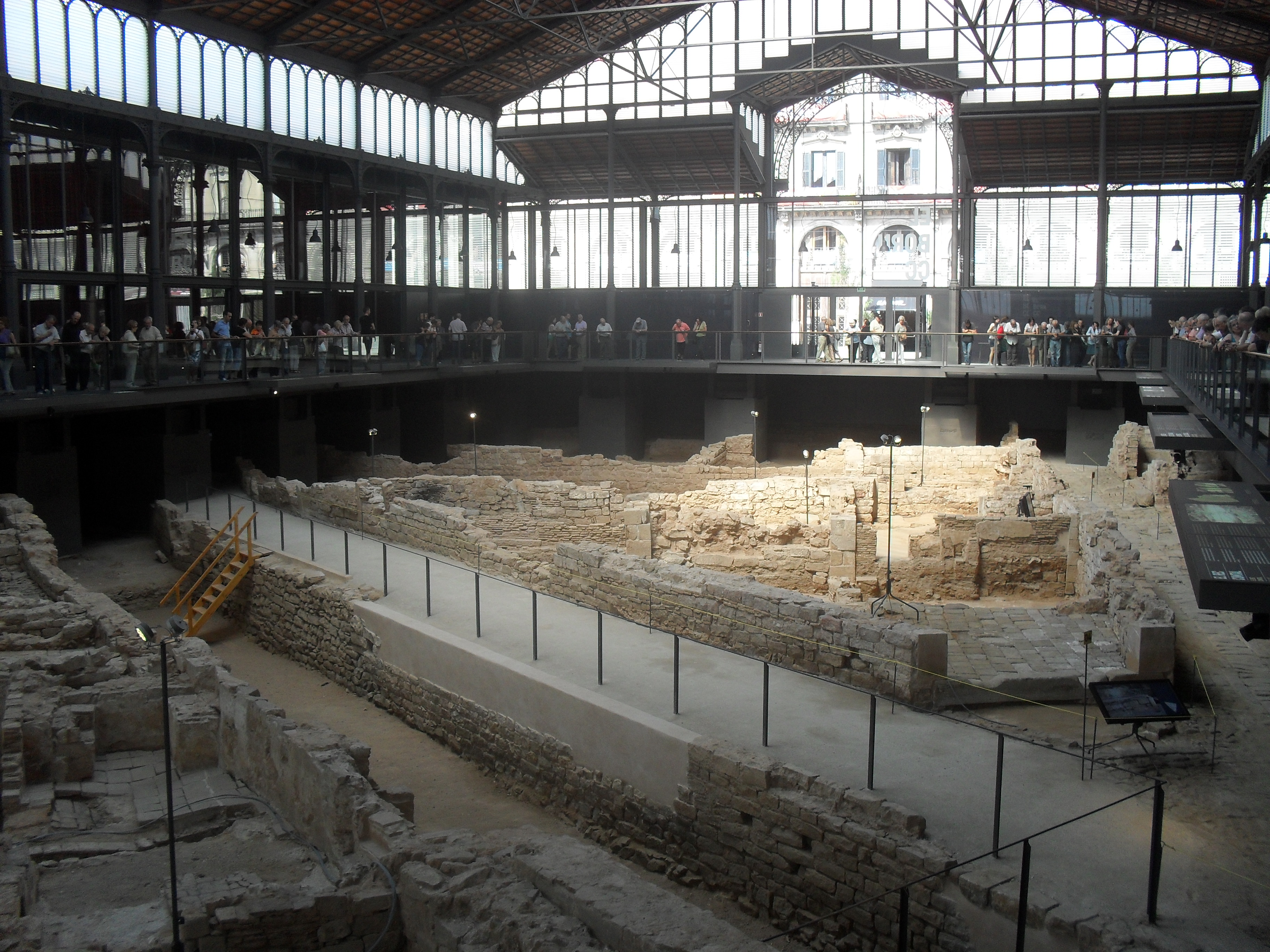
Die Brennerei (Destillerie) in El Mercat del Born

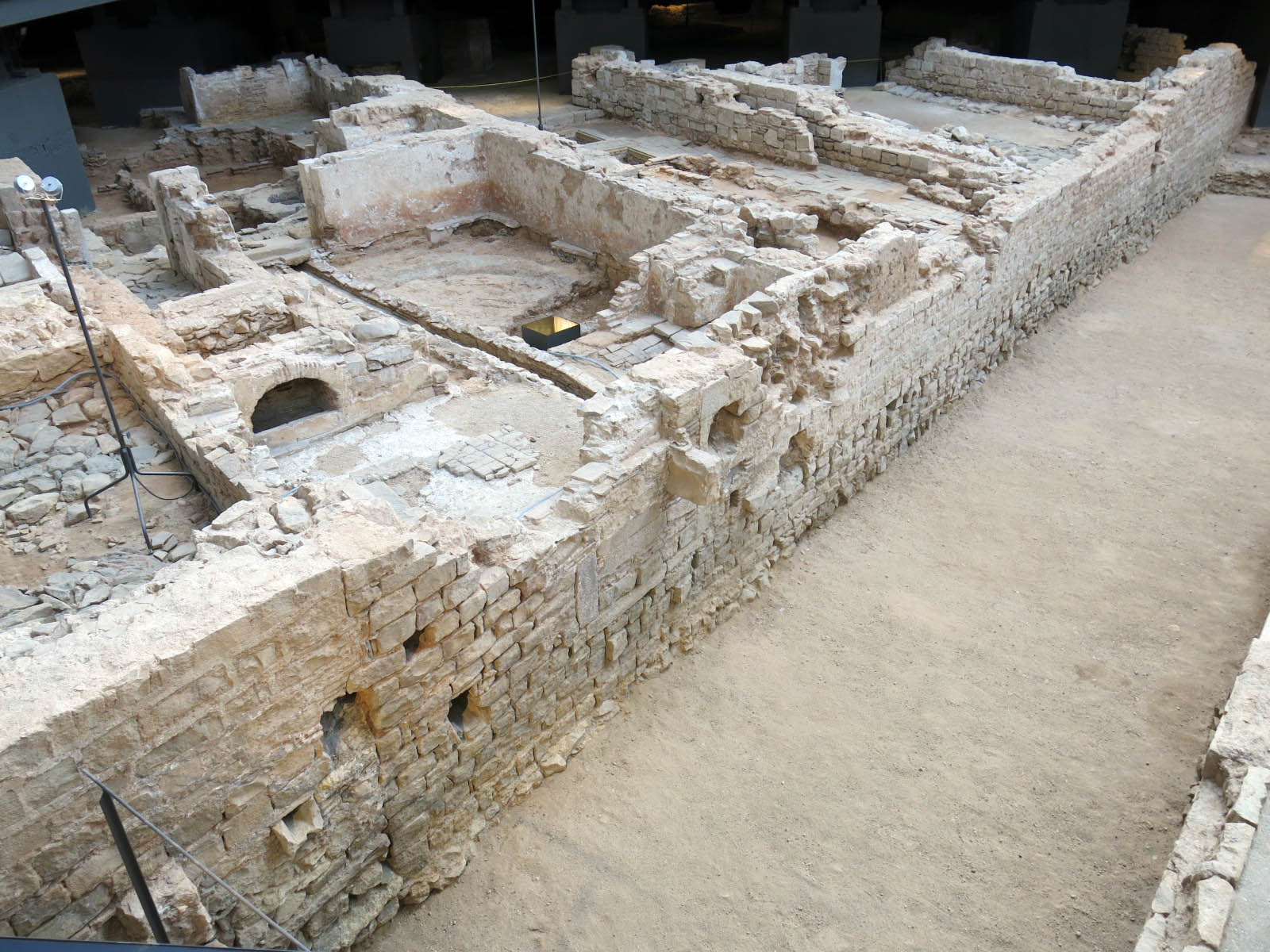
Der Bewässerungskanal Rec Comtal in El Mercat del Born

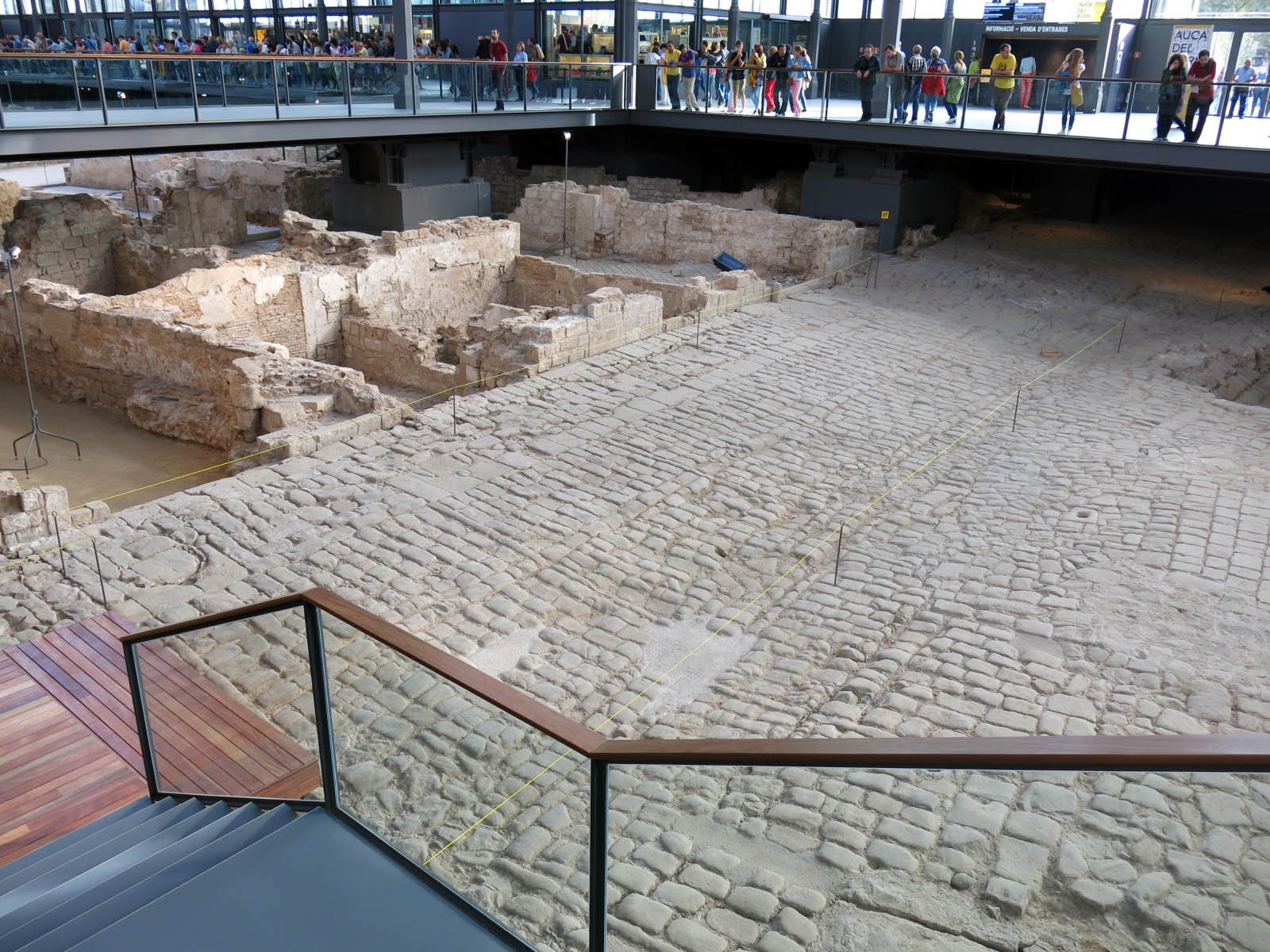
Die Plaça del Bornet in El Mercat del Born

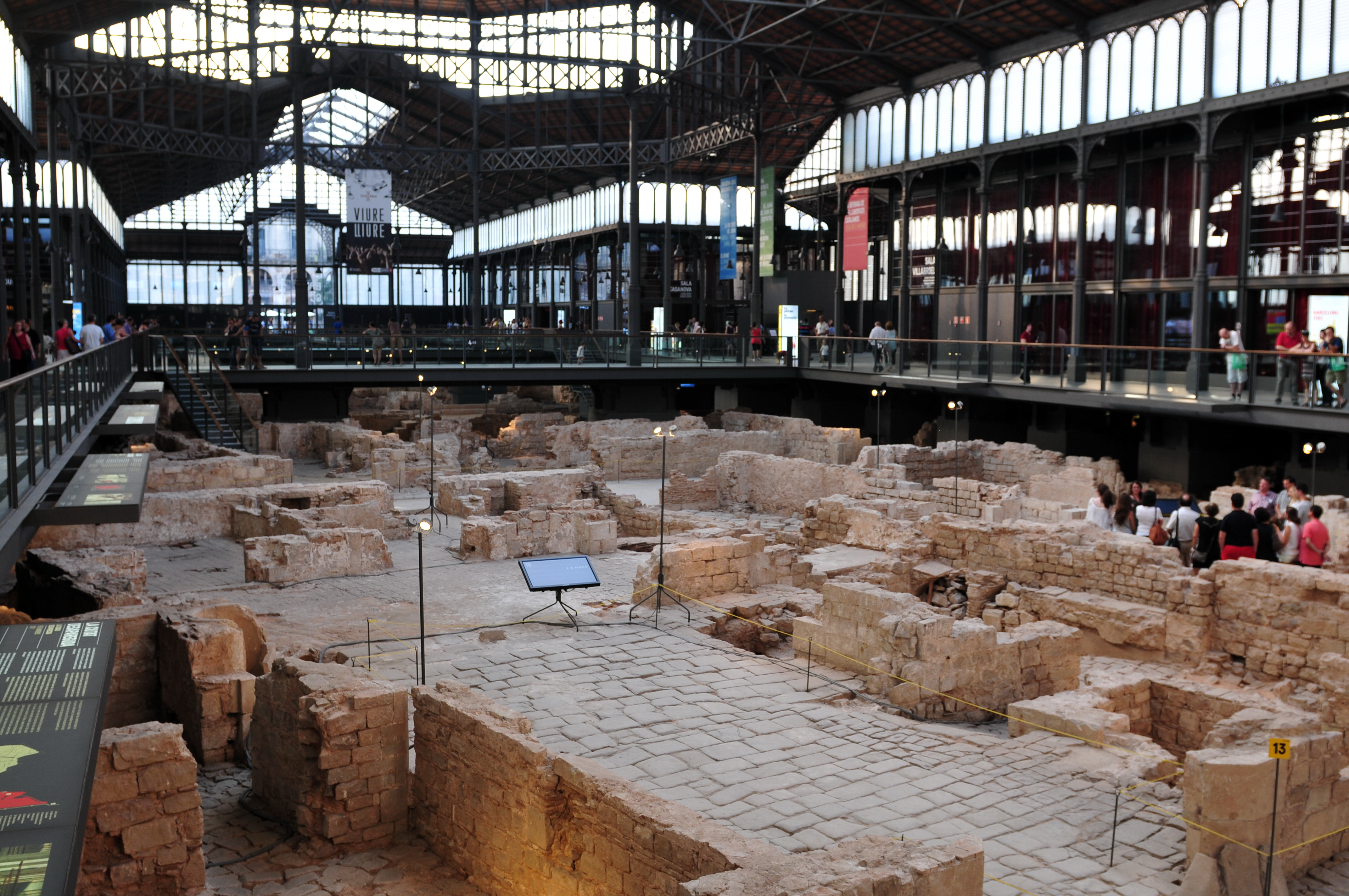
El Mercat del Born, Innenansicht

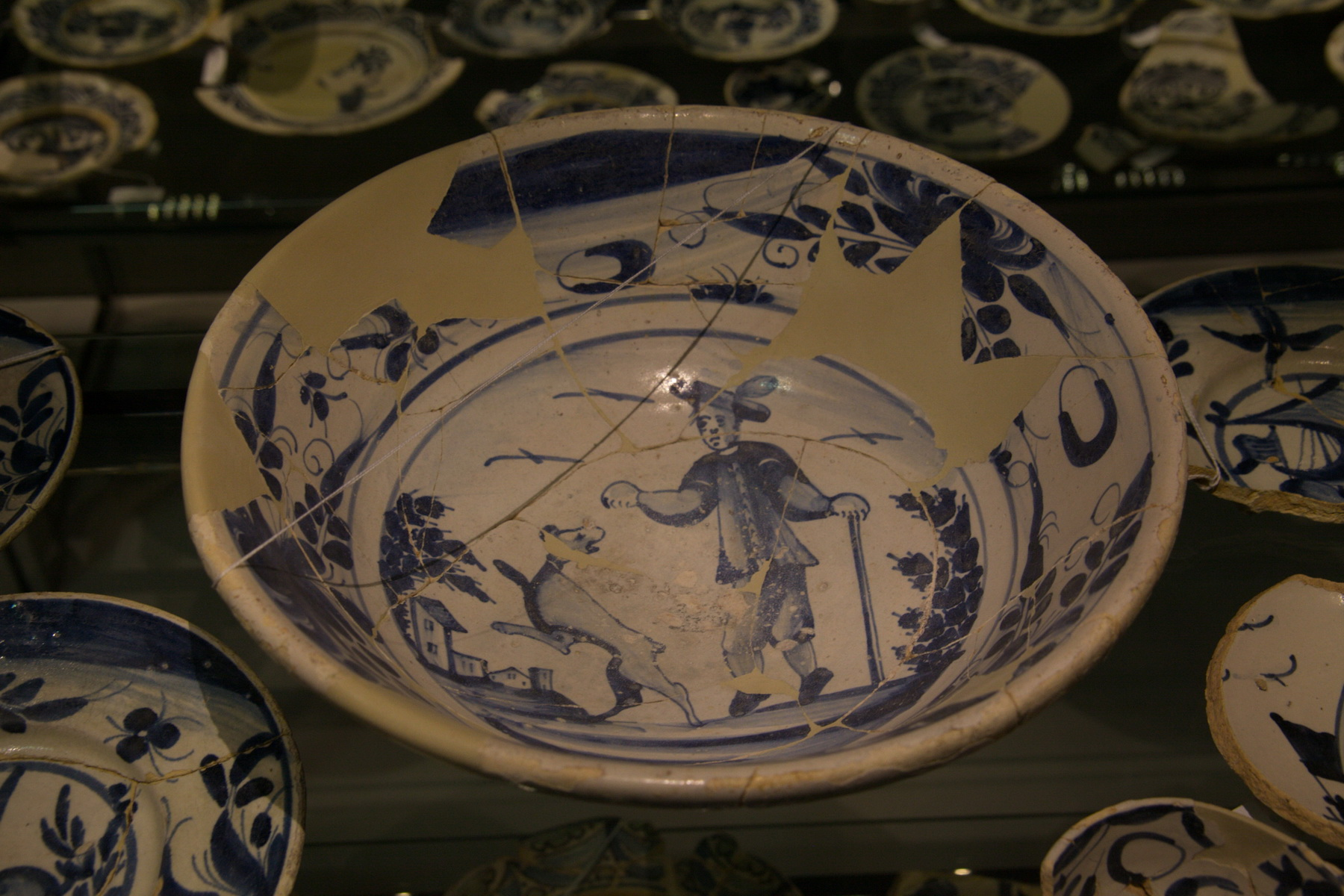
Keramikfundstück aus El Mercat del Born

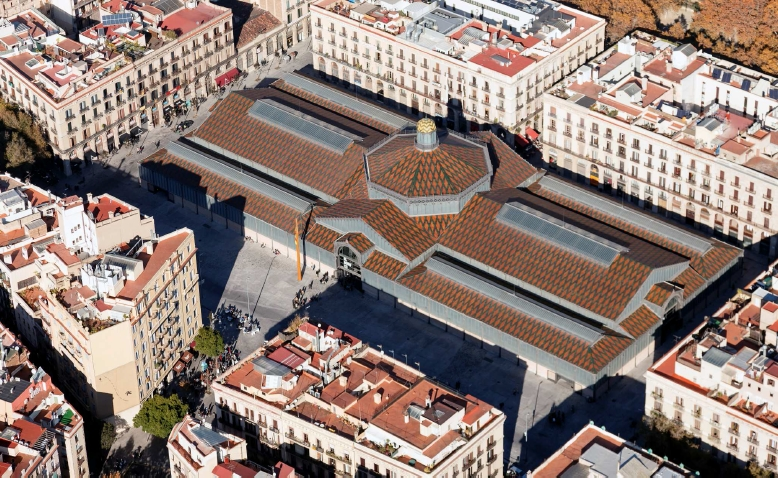
Luftbildaufnahme des Mercat del Born aus dem Jahr 2013, unter dem sich die archäologische Fundstelle befindet

In der Archäologischen Fundstätte El Born in Barcelona unter der gleichnamigen Markthalle im heutigen Stadtteil La Ribera sind bedeutende Teile des nach der Belagerung und der Einnahme von Barcelona durch bourbonische Truppen 1714 für die Errichtung einer Zitadelle zerstörten alten Stadtviertels freigelegt und dokumentiert. Die Fundstätte ist Teil des Born Centre de Cultura i Memòria (auch: El Born CCM), das im Jahr 2013 der Öffentlichkeit zugänglich gemacht wurde. Dieses Kultur- und Museumszentrum integriert die archäologische Fundstätte sowie zugeordnete Ausstellungen und Aktivitäten. Eine zweite historische Achse dieses museal-archäologischen Kulturzentrums bildet die nach dem Abriss der Zitadelle (1869) als Stahlkonstruktion mit zahlreichen Glaselementen durch den Architekten Josep Fontserè i Mestre im modernistischen Stil errichtete und 1876 eingeweihte Markthalle. Im archäologischen Teil findet sich ein Netz aus Straßen, Abwasserkanälen, Häusern, Palästen, Geschäften sowie Handwerksbetrieben wie Schmieden, Tuchfabriken, Kesselwerkstätten. Neben diesen frühneuzeitlichen Ausgrabungen wurden auf der heutigen benachbarten Carrer Comerç römische Spuren durch das Vorhandensein von sehr seltenem Keramikmaterial nachgewiesen. Darüber hinaus wurde in diesem Gebiet eine muslimische Nekropole aus dem 4. und 7. Jahrhundert nach Christus dokumentiert. El Born ist einer der wichtigsten Orte in Katalonien, wo sich ein mittelalterlich-frühneuzeitliches und ein modernes Stadtgrundstück von mehr als 8.000 m² Größe verzahnen.

## Lage
Der Fundort befindet sich im Untergrund der alten Markthalle El Born im ersten Barcoleneser Stadtbezirk Ciutat Vella, im Stadtviertel La Ribera. Er ist begrenzt durch die heutigen Straßen und Plätze Carrer de la Fusina, Carrer Comercial, Carrer de la Ribera, Plaça Comercial. Vor der heutigen Bebauung und der Errichtung des Marktgebäudes im Jahr 1871 befand sich in diesem Gebiet der 1802 als Park eingerichtete Passeig de l'Esplanada, der als erster öffentlicher Park Barcelonas gilt. Obwohl die Lage des zerstörten Stadtteiles bekannt war, waren der Erhaltungszustand der Überreste und die genaue Lage der Straßen und Häuser bis zum Beginn der archäologischen Eingriffe von 2001 weitgehend unbekannt.

## Die Geschichte der Zerstörung des Stadtteils
Das Barcelona des späten 17. und frühen 18. Jahrhunderts zeichnete sich durch eine deutliche Verbesserung der wirtschaftlichen Lage aus. Gleichzeitig war es Opfer von kriegerischen Handlungen geworden. Während des Neunjährigen Krieges (Pfälzischer Erbfolgekrieg) erlitt es im Juli 1691 und im Juni 1697 Angriffe der französischen Flotte, durch die einige Küstenhäuser in Mitleidenschaft gezogen wurden, vor allem aber das Kloster Santa Clara (auch Monestir de Sant Benet de Montserrat genannt). Während des Spanischen Erbfolgekriegs erlitt Barcelona 1705 und 1706 Angriffe auf dem Gebiet des Stadtteils El Raval. Es wurde eine Lücke in die Stadtmauer gebrochen. Die zerstörerischsten Ereignisse für die Stadt waren jedoch die Folgen der Belagerung von 1714 mit Tausenden von Bombeneinschlägen, die die gesamte Stadt und insbesondere das Stadtviertel La Ribera trafen.
Nach der Kapitulation der Stadt und der Besetzung von Häusern und Palästen durch die Kriegsgewinner entschieden sie sich diese für die Errichtung einer militärischen Zitadelle, die nicht alleine dazu diente, die Stadt militärisch zu schützen. Diese Zitadelle hatte vor allem den Zweck, die einheimische Bevölkerung gefügig zu machen. Der flämische Militäringenieur Joris Prosper Van Verboom beauftragte den Bau einer fünfeckigen Zitadelle mit großen Ausmaßen, vergleichbar der von Turin, Antwerpen oder Parma. Diese Zitadelle sollte die Verteidigung des am schwächsten geschützten Bereiches der Stadt stärken, den Bereich des Portal Nou und des Klosters Santa Clara, auf den Verboom selbst den Angriff empfohlen hatte. Gleichzeitig sollte diese Festung die bevölkerungsreichen Viertel der Stadt dominieren.
Um dieses Festungsbauwerk zu realisieren, musste eine unverzichtbare Sicherheitszone, die sogenannte Esplanade oder das freie Schussfeld, geschaffen werden. Die städtebauliche Planung wurde geändert. Ein großer Teil des alten städtischen Gebietes des Stadtviertels La Ribera einschließlich des Klosters Santa Clara wurde auf Anordnung von König Philipp V. von Anjou abgerissen. Die Anwohner wurden vertrieben. Am 1. März 1716 wurde der Grundstein dieser Zitadelle des Königs gelegt. Ab März 1717 wurden die Abrisse von 38 Straßen und 1.016 Häusern des Viertels La Ribera durchgeführt. Erst am 25. Januar 1725, also im Jahr des Wiener Vertrages wurden die Arbeiten an der Zitadelle abgeschlossen.

## Die Geschichte der Ausgrabung

### Allgemein
Ab 1991 hatten erste archäologische Interventionen und Restaurierungen an aus dem 18. Jahrhundert überkommenen Gebäudeteilen im Stadtteil La Ribera stattgefunden. Die Stadt Barcelona hatte ein archäologisches Projekt zur Sicherung historischer Baustruktur aufgelegt. In der historischen Markthalle El Born plante man die Einrichtung eines Kulturzentrums. Der Stadtrat von Barcelona verlieh diesem historischen Marktgebäude aus dem 19. Jahrhundert im Jahr 2000 die Schutzstufe B. Bei Restaurierungs- und Sanierungsarbeiten zunächst an den Punktfundamenten dieses Marktgebäudes stieß man im Jahr 2001 auf Überreste des Vorgängerstadtteils aus dem frühen 18. Jahrhundert. Der Erhaltungsgrad dieser Ruinen war so außergewöhnlich gut, dass die Stadt sofort umfangreiche Schutzmaßnahmen ergriff. Sie entwickelte ein Museumskonzept zur Präsentation dieser archäologischen Funde. Nach einem Projekt des städtischen archäologischen Dienstes der Stadt wurden präventive Interventionen und Aktionspunkte identifiziert, die vor der Einrichtung eines archäologischen Kulturzentrums am Ort abgearbeitet werden mussten. Die in den folgenden Jahren durchgeführten Ausgrabungen gipfelten 2006 in der Ausweisung des Ortes als Kulturgut von Nationalem Interesse durch die Generalitat de Catalunya und der Entscheidung zum Bau eines Museums von symbolischer Bedeutung. Die große Herausforderung bestand in der Aufgabe, die Belange eines allgemeinen Kulturzentrums mit den Belangen eines archäologisch-wissenschaftlichen Museums einer bedeutenden Ausgrabungsstätte in Einklang zu bringen.
Als Ziel der ab 2007 durchgeführten archäologischen Ausgrabungen wurde die Aufklärung der Struktur des „untergegangenen Stadtteiles“ sowie die Sanierung, Konsolidierung und Restaurierung der überkommenen Gebäudeteile und Infrastruktur im Bereich unter der Markthalle definiert. Zunächst wurden die von den Technikern des archäologischen Dienstes vorgeschlagenen Grabungen realisiert. Im Jahr 2007 wurde an der heutigen Carrer Comercial No 5 eine 80 m² große Fläche zwischen dem Mercat del Born und dem Nebengebäude zur Klärung der Stratigrafie freigelegt. In der Folge wurden 37 archäologische Aktionspunkte bearbeitet.

### Die Ausgrabungen
Die archäologischen Forschungen zu den Straßen dieses frühneuzeitlichen Barceloneser Stadtteils (Abella, Maia, Xucles, Bonayre, Joc de la Pelota, Ventres, Na Rodés) gaben zusätzliche Informationen zu den historisch vorliegenden Erkenntnissen. Die technischen Lösungen der Entwässerung mit Abwassernetzen und Klärgruben wurden dokumentiert. Im Born-Viertel gab es verschiedene Straßentypen nebeneinander: Mit Steinfußboden belegte oder gepflasterte Straßen, im östlichen Teil des Gebietes auch Straßen mit gestampften Boden. Diese Straßentypen wiesen auf die Wichtigkeit der Straße und der in ihr befindlichen Häuser hin.
Ein interessanter Punkt der Ausgrabung war die Entdeckung einer sehr gut erhaltenen privaten Brücke am nördlichen Ende der Carrer Ventres. Bisher ist dies die einzige Brücke eines privaten Anwesens, die in einer Ausgrabung in Barcelona dokumentiert wurde.
Seit dem Eingriff von 2001 war das östliche Ende der Ausgrabung als die Fischerzone bekannt, zu der die Carrers Bonaire, Abella, Maia und Xucles gehörten. Hier befindet sich eine nicht genau datierte Häuserinsel, die aus der Zeit vor dem 15. Jahrhundert herrührt.

### Beschreibung der Fundstätte
Die Ausgrabungsstätte Mercat del Born umfasst 8100 m², die sich im Untergrund der alten Markthalle befinden. Diese Fläche stellt mit knapp drei Prozent nur einen kleinen Teil der gesamten 295.705 m² dar, die für den Bau der Zitadelle und der zugehörigen Esplanade, der Sicherheitszone der Festung, durch Abriss freigemachten Fläche dar.
Die Lage und die Ausrichtung der Markthalle im Jahr 1871 hat die Art der Überreste und den Zustand, in dem sie erhalten wurden, bedingt. Das Niveau des Bodens in diesem Gebiet war ursprünglich viel niedriger als das des benachbarten Paseo del Born. Da das Militär dieses Höhenniveau anheben wollte, war es nicht notwendig, die Gebäude vollständig abzureißen. Man verfüllte einfach die Restbebauung und -infrastruktur. Dieser Umstand ist die Basis des insgesamt hervorragenden Zustandes der Bauruinen. Ein weiterer günstiger Zufall war die vom Architekten der Markthalle Fontseré gewählte Art der Metallkonstruktion der Markthalle, die nur einige Punktfundamente unter den Säulen erforderte. So wurden schädliche Auswirkungen auf den archäologischen Untergrund minimiert. Die in Hinsicht auf den archäologischen Untergrund zufällig erfolgte Ausrichtung der Markthalle bietet unter der Oberfläche einen umfassenden Überblick von berufsmäßigen und privaten Tätigkeiten der Stadt des frühen 18. Jahrhunderts. Der längste Teil des rechteckigen Ausschnittes umfasst im Westen an den Seiten des Bewässerungskanals Rec Comtal Betriebe aus dem Industrie- und Handwerksbereich. Im mittleren Bereich befanden sich Häuser und Paläste von wohlhabenden Menschen, Zunfthäuser und Freizeiteinrichtungen. Im östlichen Teil der Fundstätte befand sich das maritime Viertel, auch Fischerviertel genannt, mit einfacheren und kleineren Häusern.
Die Ausgrabungs- und Besichtigungsstätte umfasst ein Segment des Rec Comtal, Fragmente von acht Straßen und den gesamten Bornet-Platz. Die Breite der Straßen reicht von 2,4 Meter für die Carrer de Micó im maritimen Viertel bis zu 2,6 und 2,8 Meter der Carrers de Corders de Viola und del Ventres. Die Straßen des Wohngebiets weisen eine Breite von vier Metern und mehr auf: Die Carrer de Xucles 4 Meter, die Carrer de Bonaire 5,8 Meter. Im mittleren Teil der Fundstelle befindet sich die Plaça del Bornet, eine privilegierte Fläche mit einer Breite von 10,6 Metern, im zentralen Bereich ca. 15 Metern, an der Kreuzung mit der Carrer de Gensana etwa 12,6 Meter. Die Brücke über den Rec Comtal, auch Pont de la Carnisseria del Pla d'en Llull und Brücke Na Rodés genannt, hat eine Breite zwischen 5,5 und 9,5 Meter. Die übliche Höhe der Gebäude betrug ein und auch zwei Geschosse, d. h. die Häuser wiesen eine Höhe von über 10 Metern auf. Dies verstärkte für Bewohner das Gefühl von engen Straßen.
Die Ausgrabungsstätte enthält insgesamt 42 Häuser und elf Hausfragmente, in denen 77 Familien mit insgesamt 323 Menschen lebten. Der katalanische Architekt und Historiker Albert García Espuche hat in seinem Werk La ciutat del Born die Ausgrabungsstätte mit jedem einzelnen Anwesen inklusive der ehemaligen Eigentümer und Bewohner dokumentiert.